# Episodi di Super Hero Squad Show (seconda stagione)
La seconda stagione di Super Hero Squad Show è andata in onda negli USA nel 2010. In Italia è stata trasmessa su Nickelodeon nel 2011.
| nº | Titolo originale                                                          | Titolo italiano | Prima TV USA     | Prima TV Italia |
| -- | ------------------------------------------------------------------------- | --------------- | ---------------- | --------------- |
| 1  | Another Order of Evil: Part 1!                                            |                 | 23 ottobre 2010  |                 |
| 2  | Another Order of Evil: Part 2!                                            |                 | 23 ottobre 2010  |                 |
| 3  | World War Witch!                                                          |                 | 30 ottobre 2010  |                 |
| 4  | Villainy Redux Syndrome!                                                  |                 | 6 novembre 2010  |                 |
| 5  | Support Your Local Sky-Father!                                            |                 | 13 novembre 2010 |                 |
| 6  | Whom Continuity Would Destroy!                                            |                 | 20 novembre 2010 |                 |
| 7  | Double Negation at the World's End!                                       |                 | 27 novembre 2010 |                 |
| 8  | Alienating with the Surfer!                                               |                 | 8 gennaio 2011   |                 |
| 9  | Blind Rage Knows No Color!                                                |                 | 15 gennaio 2011  |                 |
| 10 | Lo, How the Mighty Hath Abdicated!                                        |                 | 22 gennaio 2011  |                 |
| 11 | So Pretty When They Explode!                                              |                 | 29 gennaio 2011  |                 |
| 12 | Too Many Wolverines!                                                      |                 | 5 febbraio 2011  |                 |
| 13 | Pedicure and Facial of Doom!                                              |                 | 12 febbraio 2011 |                 |
| 14 | Fate of Destiny!                                                          |                 | 19 febbraio 2011 |                 |
| 15 | Six Against Infinity: Part 1 - The Ballad of Beta Ray Bill!               |                 | 23 luglio 2011   |                 |
| 16 | Six Against Infinity: Part 2 - Days, Nights, and Weekends of Future Past! |                 | 23 luglio 2011   |                 |
| 17 | Six Against Infinity: Part 3 - This Man-Thing, This Monster!              |                 | 3 ottobre 2011   |                 |
| 18 | Six Against Infinity: Part 4 - The Devil Dinosaur You Say!                |                 | 4 ottobre 2011   |                 |
| 19 | Six Against Infinity: Part 5 - Planet Hulk!                               |                 | 5 ottobre 2011   |                 |
| 20 | Six Against Infinity: Part 6 - 1602!                                      |                 | 6 ottobre 2011   |                 |
| 21 | Brouhaha at the World's Bottom!                                           |                 | 7 ottobre 2011   |                 |
| 22 | Missing: Impossible!                                                      |                 | 10 ottobre 2011  |                 |
| 23 | Revenge of the Baby Sat!                                                  |                 | 11 ottobre 2011  |                 |
| 24 | Soul Stone Picnic!                                                        |                 | 12 ottobre 2011  |                 |
| 25 | When Strikes the Surfer!                                                  |                 | 13 ottobre 2011  |                 |
| 26 | The Final Battle!                                                         |                 | 14 ottobre 2011  |                 |